# Dávid Verrasztó
Dávid Verrasztó (Budapest, 22 agosto 1988) è un nuotatore ungherese.
È il figlio di Zoltán Verrasztó e il fratello della nuotatrice Evelyn Verrasztó. Ha rappresentato l'Ungheria ai Giochi olimpici di Londra 2012 e Rio de Janeiro 2016.

## Palmarès
- Mondiali

Kazan' 2015: argento nei 400m misti.
Budapest 2017: argento nei 400m misti.
- Mondiali in vasca corta

Istanbul 2012: bronzo nei 400m misti.
Doha 2014: bronzo nei 400m misti.
Windsor 2016: bronzo nei 400m misti.
- Europei

Budapest 2010: argento nei 400m misti.
Debrecen 2012: argento nei 400m misti.
Berlino 2014: oro nei 400m misti.
Londra 2016: oro nei 400m misti.
Glasgow 2018: oro nei 400m misti.
Roma 2022: argento nei 400m misti.
- Europei in vasca corta

Istanbul 2009: argento nei 400m misti.
Eindhoven 2010: oro nei 400m misti.
Stettino 2011: argento nei 400m misti.
Chartres 2012: argento nei 400m misti.
Herning 2013: oro nei 400m misti.
Netanya 2015: oro nei 400m misti.
- Europei giovanili

Budapest 2005: oro nei 200m misti e nei 400m misti.
Palma di Maiorca 2006: argento nei 400m misti e bronzo nei 200m misti.